# APFSDS

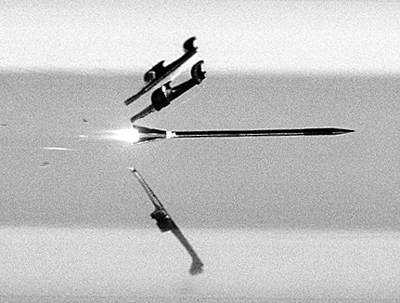

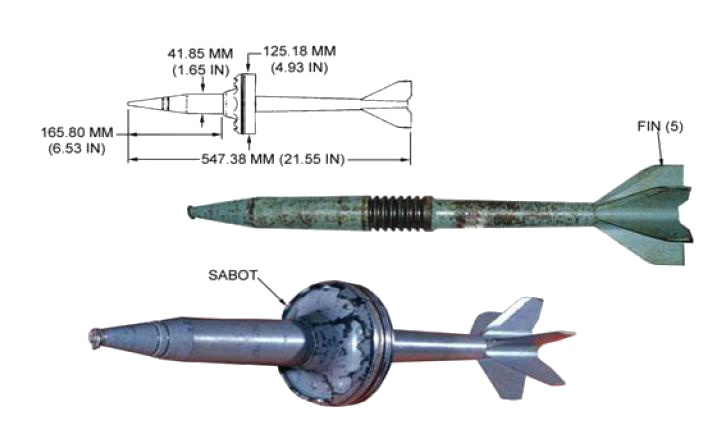
BM 15 (125mm).

El APFSDS es un acrónimo del inglés Armour Piercing Fin-Stabilised Discarding Sabot, que significa ‘proyectil perforador de blindaje estabilizado por aletas con casquillo desechable sabot’.
Es otra nomenclatura técnica para definir a los perforadores cinéticos de blindaje (Ver KE [kinetic energy o energía cinética]) que deriva de la original AP (Armour Piercing o Perforador de Blindaje).
Es un tipo de munición subcalibrada (de menor calibre que el ánima del arma que lo dispara) usada en cañones automáticos de 20 mm en adelante. Fabricados en aleaciones de gran dureza, usan su gran masa y velocidades hipersónicas para atravesar el blindaje.
Los cañones de gran calibre diseñados para combatir contra tanques usan este tipo de proyectiles KE, ya que son los más adecuados para destruir objetivos fuertemente blindados.
Sin embargo son poco o nada efectivos contra blancos poco blindados, ya que se limitan a atravesarlos completamente pero sin llegar a transmitir su energía cinética destructiva dejando solo un agujero de entrada y salida. Por el mismo motivo, tampoco son adecuados contra edificios, búnkers u otras estructuras.
Hay varias clases, la mayoría incorporan un complemento trazador en su parte posterior para que el tirador y el jefe de carro puedan seguir su trayectoria balística tras el disparo y evaluar la precisión del mismo. Son los APFSDS-T (Tracer, trazador). 
El APFSDS-TP (Target Practice, proyectil de entrenamiento) tiene una trayectoria balística similar aunque es mucho más barato que el de combate, y se usa para entrenar a las tripulaciones.
Para protegerse del impacto de un proyectil APFSDS no existe hoy en día un blindaje totalmente seguro. A diferencia de contra otras armas, solo el espesor de la coraza es lo único que los puede detener. Los modelos M1 Abrams desde su modificación HA (Heavy Armour) recibieron planchas de uranio empobrecido para reforzar la protección, y otros modernos blindajes compuestos se diseñan con el objetivo de provocar la ruptura del penetrador antes de que transmita toda su energía cinética.
Actualmente ya ha comenzado el desarrollo del sistema DARM-2 diseñado especialmente para proteger contra esta munición. DARM-2 es la evolución del sistema DARM que protege contra munición de carga hueca (HEAT)